# Sikátor
Sikátor é um município da Hungria, situado no condado de Győr-Moson-Sopron. Tem 13,73 km² de área e sua população em 2015 foi estimada em 307 habitantes.